# Acalypha linostachys
Acalypha linostachys é uma espécie de flor do gênero Acalypha, pertencente à família Euphorbiaceae.